# Abelardo Fernández Antuña
Abelardo Fernández Antuña, noto semplicemente come Abelardo (Gijón, 19 aprile 1970), è un allenatore di calcio ed ex calciatore spagnolo, di ruolo difensore.

## Carriera

### Giocatore

#### Club
Difensore, militò in varie squadre di Gijón e nella stagione 1988-1989 entrò a far parte della rosa dello Sporting de Gijón B. Esordì nella Primera División spagnola con lo Sporting il 3 settembre 1989 contro il Real Madrid allo stadio Santiago Bernabéu. Dopo cinque stagioni si trasferì al Barcellona, nel 1994. In poco tempo divenne un perno della difesa della squadra catalana, con cui vinse due titoli di Primera División, due Coppe del Re, una Supercoppa di Spagna, una Coppa delle Coppe e una Supercoppa europea. Nella stagione 2002-2003 firmò per il Alavés, con cui concluse la carriera agonistica.

#### Nazionale
Dal 1990 al 1991 militò nella nazionale Under-20 e nella nazionale Under-21 della Spagna. Esordi con la nazionale maggiore il 4 settembre 1991 in amichevole contro l'Uruguay a Oviedo. Vinse la medaglia d'oro con la nazionale olimpica spagnola alle Olimpiadi di Barcellona 1992, nel corso delle quali realizzò due reti, una in semifinale e una in finale. Con la nazionale maggiore partecipò a due edizioni del campionato del mondo (1994 e 1998) e a due del campionato d'Europa (1996 e 2000). In nazionale maggiore militò sino al 2001, annotando 54 presenze e 3 reti.

### Allenatore
Iniziò la carriera di allenatore nel 2009-2010, guidando lo Sporting Gijón B. Passato al Candás CF nel 2010, allenò la squadra sino al 2011, quando venne ingaggiato dal Tuilla, club della quarta serie spagnola con cui vinse la Copa Federación de España delle Asturie.
Dal 10 febbraio 2012 fu vice-allenatore dello Sporting Gijón, assistendo Iñaki Tejada, e dalla stagione 2012-2013 fu per un biennio nuovamente alla guida dello Sporting Gijón B. Il 4 maggio 2014 fu chiamato ad allenare la prima squadra dello Sporting Gijón in sostituzione dell'esonerato José Ramón Sandoval, avvalendosi della collaborazione di Iñaki Tejada. Nel 2014-2015 condusse la squadra asturiana alla promozione in Primera División. Si dimise nel gennaio 2017.
Il 1º dicembre 2017 fu ingaggiato dall'Alavés, che si trovava all'ultimo posto in massima serie. Riuscì a condurre i suoi alla salvezza con il quattordicesimo posto finale, mentre la stagione 2018-2019 vide i baschi occupare posizioni di vertice nella prima parte del campionato e poi chiudere all'undicesimo posto; Abelardo si dimise al termine di questa annata.
Il 27 dicembre 2019 subentrò alla guida dell'Espanyol, club di massima serie invischiato nella lotta per non retrocedere. Fu esonerato il 27 giugno 2020, con la squadra ultima in graduatoria, con otto punti di svantaggio sul quartultimo posto a sette partite dalla fine del torneo.
Il 12 gennaio 2021 torna sulla panchina dell'Alavés, quintultimo in classifica in massima serie, venendo poi sollevato dall'incarico il 5 aprile seguente, con la squadra scivolata all'ultimo posto.
Il 3 maggio 2022 torna sulla panchina dello Sporting Gijón per finire la stagione, firmando un contratto fino a giugno del 2023. Il 1º luglio 2024 diventa allenatore del FC Cartagena, con un contratto fino a giugno del 2025.

## Statistiche

### Cronologia presenze e reti in nazionale
| Cronologia completa delle presenze e delle reti in nazionale ― Spagna | Cronologia completa delle presenze e delle reti in nazionale ― Spagna | Cronologia completa delle presenze e delle reti in nazionale ― Spagna | Cronologia completa delle presenze e delle reti in nazionale ― Spagna | Cronologia completa delle presenze e delle reti in nazionale ― Spagna | Cronologia completa delle presenze e delle reti in nazionale ― Spagna | Cronologia completa delle presenze e delle reti in nazionale ― Spagna | Cronologia completa delle presenze e delle reti in nazionale ― Spagna |
| Data                                                                  | Città                                                                 | In casa                                                               | Risultato                                                             | Ospiti                                                                | Competizione                                                          | Reti                                                                  | Note                                                                  |
| --------------------------------------------------------------------- | --------------------------------------------------------------------- | --------------------------------------------------------------------- | --------------------------------------------------------------------- | --------------------------------------------------------------------- | --------------------------------------------------------------------- | --------------------------------------------------------------------- | --------------------------------------------------------------------- |
| 4-9-1991                                                              | Oviedo                                                                | Spagna                                                                | 2 – 1                                                                 | Uruguay                                                               | Amichevole                                                            | -                                                                     |                                                                       |
| 25-9-1991                                                             | Reykjavík                                                             | Islanda                                                               | 2 – 0                                                                 | Spagna                                                                | Qual. Euro 1992                                                       | -                                                                     |                                                                       |
| 12-10-1991                                                            | Siviglia                                                              | Spagna                                                                | 1 – 2                                                                 | Francia                                                               | Qual. Euro 1992                                                       | 1                                                                     |                                                                       |
| 13-11-1991                                                            | Siviglia                                                              | Spagna                                                                | 2 – 1                                                                 | Cecoslovacchia                                                        | Qual. Euro 1992                                                       | 1                                                                     |                                                                       |
| 22-4-1992                                                             | Siviglia                                                              | Spagna                                                                | 3 – 0                                                                 | Albania                                                               | Amichevole                                                            | -                                                                     |                                                                       |
| 9-2-1994                                                              | Santa Cruz de Tenerife                                                | Spagna                                                                | 1 – 1                                                                 | Polonia                                                               | Amichevole                                                            | -                                                                     |                                                                       |
| 23-3-1994                                                             | Valencia                                                              | Spagna                                                                | 0 – 1                                                                 | Croazia                                                               | Amichevole                                                            | -                                                                     |                                                                       |
| 2-6-1994                                                              | Tampere                                                               | Finlandia                                                             | 1 – 2                                                                 | Spagna                                                                | Amichevole                                                            | -                                                                     |                                                                       |
| 10-6-1994                                                             | Montréal                                                              | Canada                                                                | 0 – 2                                                                 | Spagna                                                                | Amichevole                                                            | -                                                                     |                                                                       |
| 17-6-1994                                                             | Dallas                                                                | Corea del Sud                                                         | 2 – 2                                                                 | Spagna                                                                | Mondiali 1994 - 1º turno                                              | -                                                                     |                                                                       |
| 21-6-1994                                                             | Chicago                                                               | Germania                                                              | 1 – 1                                                                 | Spagna                                                                | Mondiali 1994 - 1º turno                                              | -                                                                     | 38’                                                                   |
| 27-6-1994                                                             | Chicago                                                               | Bolivia                                                               | 1 – 3                                                                 | Spagna                                                                | Mondiali 1994 - 1º turno                                              | -                                                                     | 46’                                                                   |
| 2-7-1994                                                              | Washington                                                            | Spagna                                                                | 3 – 0                                                                 | Svizzera                                                              | Mondiali 1994 - Ottavi di finale                                      | -                                                                     |                                                                       |
| 9-7-1994                                                              | Foxborough                                                            | Italia                                                                | 2 – 1                                                                 | Spagna                                                                | Mondiali 1994 - Quarti di finale                                      | -                                                                     |                                                                       |
| 12-10-1994                                                            | Skopje                                                                | Macedonia                                                             | 0 – 2                                                                 | Spagna                                                                | Qual. Euro 1996                                                       | -                                                                     |                                                                       |
| 16-11-1994                                                            | Siviglia                                                              | Spagna                                                                | 3 – 0                                                                 | Danimarca                                                             | Qual. Euro 1996                                                       | -                                                                     |                                                                       |
| 17-12-1994                                                            | Anderlecht                                                            | Belgio                                                                | 1 – 4                                                                 | Spagna                                                                | Qual. Euro 1996                                                       | -                                                                     |                                                                       |
| 18-1-1995                                                             | La Coruña                                                             | Spagna                                                                | 2 – 2                                                                 | Uruguay                                                               | Amichevole                                                            | -                                                                     |                                                                       |
| 22-2-1995                                                             | Jerez de la Frontera                                                  | Spagna                                                                | 0 – 0                                                                 | Germania                                                              | Amichevole                                                            | -                                                                     |                                                                       |
| 29-3-1995                                                             | Siviglia                                                              | Spagna                                                                | 1 – 1                                                                 | Belgio                                                                | Qual. Euro 1996                                                       | -                                                                     |                                                                       |
| 7-6-1995                                                              | Siviglia                                                              | Spagna                                                                | 1 – 0                                                                 | Armenia                                                               | Qual. Euro 1996                                                       | -                                                                     |                                                                       |
| 20-9-1995                                                             | Madrid                                                                | Spagna                                                                | 0 – 0                                                                 | Argentina                                                             | Amichevole                                                            | -                                                                     |                                                                       |
| 11-10-1995                                                            | Copenaghen                                                            | Danimarca                                                             | 1 – 1                                                                 | Spagna                                                                | Qual. Euro 1996                                                       | -                                                                     |                                                                       |
| 7-2-1996                                                              | Las Palmas de Gran Canaria                                            | Spagna                                                                | 1 – 0                                                                 | Norvegia                                                              | Amichevole                                                            | -                                                                     |                                                                       |
| 24-4-1996                                                             | Oslo                                                                  | Norvegia                                                              | 0 – 0                                                                 | Spagna                                                                | Amichevole                                                            | -                                                                     |                                                                       |
| 9-6-1996                                                              | Leeds                                                                 | Bulgaria                                                              | 1 – 1                                                                 | Spagna                                                                | Euro 1996 - 1º turno                                                  | -                                                                     | 89’                                                                   |
| 15-6-1996                                                             | Leeds                                                                 | Francia                                                               | 1 – 1                                                                 | Spagna                                                                | Euro 1996 - 1º turno                                                  | -                                                                     |                                                                       |
| 18-6-1996                                                             | Leeds                                                                 | Romania                                                               | 1 – 2                                                                 | Spagna                                                                | Euro 1996 - 1º turno                                                  | -                                                                     | 63’                                                                   |
| 22-6-1996                                                             | Londra                                                                | Spagna                                                                | 0 – 0 dts (2 – 4 dtr)                                                 | Inghilterra                                                           | Euro 1996 - Quarti di finale                                          | -                                                                     | 1’                                                                    |
| 4-9-1996                                                              | Toftir                                                                | Fær Øer                                                               | 2 – 6                                                                 | Spagna                                                                | Qual. Mondiali 1998                                                   | -                                                                     | 46’                                                                   |
| 9-10-1996                                                             | Praga                                                                 | Rep. Ceca                                                             | 0 – 0                                                                 | Spagna                                                                | Qual. Mondiali 1998                                                   | -                                                                     | 7’                                                                    |
| 14-12-1996                                                            | Valencia                                                              | Spagna                                                                | 2 – 0                                                                 | Jugoslavia                                                            | Qual. Mondiali 1998                                                   | -                                                                     |                                                                       |
| 18-12-1996                                                            | La Valletta                                                           | Malta                                                                 | 0 – 3                                                                 | Spagna                                                                | Qual. Mondiali 1998                                                   | -                                                                     |                                                                       |
| 12-2-1997                                                             | Alicante                                                              | Spagna                                                                | 4 – 0                                                                 | Malta                                                                 | Qual. Mondiali 1998                                                   | -                                                                     |                                                                       |
| 30-4-1997                                                             | Belgrado                                                              | Jugoslavia                                                            | 1 – 1                                                                 | Spagna                                                                | Qual. Mondiali 1998                                                   | -                                                                     |                                                                       |
| 8-6-1997                                                              | Valladolid                                                            | Spagna                                                                | 1 – 0                                                                 | Rep. Ceca                                                             | Qual. Mondiali 1998                                                   | -                                                                     | 15’                                                                   |
| 11-10-1997                                                            | Gijón                                                                 | Spagna                                                                | 3 – 1                                                                 | Fær Øer                                                               | Qual. Mondiali 1998                                                   | -                                                                     |                                                                       |
| 19-11-1997                                                            | Palma di Maiorca                                                      | Spagna                                                                | 1 – 1                                                                 | Romania                                                               | Amichevole                                                            | -                                                                     |                                                                       |
| 28-1-1998                                                             | Saint-Denis                                                           | Francia                                                               | 1 – 0                                                                 | Spagna                                                                | Amichevole                                                            | -                                                                     |                                                                       |
| 3-6-1998                                                              | Santander                                                             | Spagna                                                                | 4 – 1                                                                 | Irlanda del Nord                                                      | Amichevole                                                            | -                                                                     | cap.                                                                  |
| 19-6-1998                                                             | Saint-Étienne                                                         | Spagna                                                                | 0 – 0                                                                 | Paraguay                                                              | Mondiali 1998 - 1º turno                                              | -                                                                     | 57’                                                                   |
| 13-11-1999                                                            | Vigo                                                                  | Spagna                                                                | 0 – 0                                                                 | Brasile                                                               | Amichevole                                                            | -                                                                     |                                                                       |
| 23-2-2000                                                             | Spalato                                                               | Croazia                                                               | 0 – 0                                                                 | Spagna                                                                | Amichevole                                                            | -                                                                     |                                                                       |
| 29-3-2000                                                             | Barcellona                                                            | Spagna                                                                | 2 – 0                                                                 | Italia                                                                | Amichevole                                                            | 1                                                                     | cap.                                                                  |
| 7-6-2000                                                              | Lussemburgo                                                           | Lussemburgo                                                           | 0 – 1                                                                 | Spagna                                                                | Amichevole                                                            | -                                                                     |                                                                       |
| 18-6-2000                                                             | Amsterdam                                                             | Slovenia                                                              | 1 – 2                                                                 | Spagna                                                                | Euro 2000 - 1º turno                                                  | -                                                                     |                                                                       |
| 21-6-2000                                                             | Bruges                                                                | Jugoslavia                                                            | 3 – 4                                                                 | Spagna                                                                | Euro 2000 - 1º turno                                                  | -                                                                     | cap.                                                                  |
| 25-6-2000                                                             | Bruges                                                                | Spagna                                                                | 1 – 2                                                                 | Francia                                                               | Euro 2000 - Quarti di finale                                          | -                                                                     | cap.                                                                  |
| 16-8-2000                                                             | Hannover                                                              | Germania                                                              | 4 – 1                                                                 | Spagna                                                                | Amichevole                                                            | -                                                                     | cap.                                                                  |
| 2-9-2000                                                              | Sarajevo                                                              | Bosnia ed Erzegovina                                                  | 1 – 2                                                                 | Spagna                                                                | Qual. Mondiali 2002                                                   | -                                                                     | cap.                                                                  |
| 7-10-2000                                                             | Madrid                                                                | Spagna                                                                | 2 – 0                                                                 | Israele                                                               | Qual. Mondiali 2002                                                   | -                                                                     |                                                                       |
| 11-10-2000                                                            | Vienna                                                                | Austria                                                               | 1 – 1                                                                 | Spagna                                                                | Qual. Mondiali 2002                                                   | -                                                                     |                                                                       |
| 15-11-2000                                                            | Siviglia                                                              | Spagna                                                                | 1 – 2                                                                 | Paesi Bassi                                                           | Amichevole                                                            | -                                                                     |                                                                       |
| 28-2-2001                                                             | Birmingham                                                            | Inghilterra                                                           | 3 – 0                                                                 | Spagna                                                                | Amichevole                                                            | -                                                                     | cap. 46’                                                              |
| Totale                                                                |                                                                       | Presenze                                                              | 54                                                                    |                                                                       | Reti                                                                  | 3                                                                     |                                                                       |

## Palmarès

### Giocatore

#### Club

##### Competizioni nazionali
- Supercoppa di Spagna: 2

Barcellona: 1994, 1996
- Campionato spagnolo: 2

Barcellona: 1997-1998, 1998-1999
- Coppa di Spagna: 2

Barcellona: 1996-1997, 1997-1998

##### Competizioni internazionali
- Coppa delle Coppe: 1

Barcellona: 1996-1997
- Supercoppa UEFA: 1

Barcellona: 1997

#### Nazionale
- Oro olimpico: 1

Barcellona 1992